# Scolichthys
Scolichthys is een geslacht van straalvinnige vissen uit de familie van de levendbarende tandkarpers (Poeciliidae).

## Soorten
- Scolichthys greenwayi Rosen, 1967
- Scolichthys iota Rosen, 1967